# Diskografie Black Sabbath
Diskografie britské heavy metalové skupiny Black Sabbath.

## Oficiální diskografie skupiny

### Studiová alba
Mnoho z nich (prvních 8 s Ozzym a první dvě s Diem) je považováno za metalovou klasiku. Mnoho dalších (hlavně Born Again a alba s Tony Martinem) jsou extrémně kultovní.
| Datum vydání             | Název                  | Známka       | Umístění       | Ocenění                      | Zpěvák           |
| 1970                     | Black Sabbath          | Warner Bros. | #8 UK #23 US   | Platinum US, Platinum UK     | Ozzy Osbourne    |
| 1970 (U.K.), 1971 (U.S.) | Paranoid               | Warner Bros. | #1 UK #12 US   | 4xPlatinum US, 6xPlatinum UK | Ozzy Osbourne    |
| 1971                     | Master of Reality      | Warner Bros. | #5 UK #8 US    | 2xPlatinum US, 3xPlatinum UK | Ozzy Osbourne    |
| 1972                     | Black Sabbath, Vol. 4  | Warner Bros. | #8 UK #13 US   | Platinum US, 2xPlatinum UK   | Ozzy Osbourne    |
| 1973                     | Sabbath Bloody Sabbath | Warner Bros. | #4 UK #11 US   | Platinum US, 3xPlatinum UK   | Ozzy Osbourne    |
| 1975                     | Sabotage               | Warner Bros. | #7 UK #28 US   | Gold US, Platinum UK         | Ozzy Osbourne    |
| 1976                     | Technical Ecstasy      | Warner Bros. | #13 UK #51 US  | Gold US, Platinum UK         | Ozzy Osbourne    |
| 1978                     | Never Say Die!         | Warner Bros. | #12 UK #69 US  | Gold US, Platinum UK         | Ozzy Osbourne    |
| 1980                     | Heaven and Hell        | Warner Bros. | #9 UK #28 US   | Platinum US, 2xPlatinum UK   | Ronnie James Dio |
| 1981                     | Mob Rules              | Warner Bros. | #12 UK #29 US  | Gold US, Platinum UK         | Ronnie James Dio |
| 1983                     | Born Again             | Warner Bros. | #4 UK #39 US   | Platinum UK                  | Ian Gillan       |
| 1986                     | Seventh Star           | Warner Bros. | #27 UK #78 US  |                              | Glenn Hughes     |
| 1987                     | The Eternal Idol       | Warner Bros. | #66 UK #168 US |                              | Tony Martin      |
| 1989                     | Headless Cross         | I.R.S.       | #10 UK #115 US | Gold UK                      | Tony Martin      |
| 1990                     | Tyr                    | I.R.S.       | #24 UK #117 US |                              | Tony Martin      |
| 1992                     | Dehumanizer            | Warner Bros. | #28 UK #44 US  | Platinum UK                  | Ronnie James Dio |
| 1994                     | Cross Purposes         | I.R.S.       | #41 UK #122 US |                              | Tony Martin      |
| 1995                     | Forbidden              | I.R.S.       | #71 UK #199 US |                              | Tony Martin      |
| 2013                     | 13                     |              | #1 UK #1 US    | Gold UK                      | Ozzy Osbourne    |

### Koncertní alba
| Datum vydání | Název                            | Známka            | Umístění      | Ocenění     | Zpěvák           |
| 1982         | Live Evil                        | Warner Bros.      | #13 UK #37 US | Platinum UK | Ronnie James Dio |
| 1995         | Cross Purposes Live              | I.R.S.            | -             | -           | Tony Martin      |
| 1998         | Reunion                          | Epic Records      | #41 UK #11 US | Platinum US | Ozzy Osbourne    |
| 2002         | Past Lives                       | Sanctuary Records | #114 US       | -           | Ozzy Osbourne    |
| 2007         | Live at Hammersmith Odeon        | Rhino Records     | -             | -           | Ronnie James Dio |
| 2013         | Live... Gathered in Their Masses | Vertigo Records   | -             | -           | Ozzy Osbourne    |
| 2017         | The End: Live in Birmingham      | Eagle Records     | -             | -           | Ozzy Osbourne    |

### Kompilační alba
| Datum vydání | Název                                                         | Známka                             | Umístění       | Ocenění                  |
| 1975         | We Sold Our Soul for Rock 'n' Roll                            | Warner Bros.                       | #35 UK, #48 US | 2xPlatinum US, Silver UK |
| 1996         | The Sabbath Stones                                            | I.R.S. Records                     |                |                          |
| 2002         | Symptom of the Universe: The Original Black Sabbath 1970–1978 | Warner Bros. Records/Rhino Records |                |                          |
| 2004         | Black Box: The Complete Original Black Sabbath (1970–1978)    | Warner Bros.                       |                |                          |
| 2006         | Greatest Hits 1970–1978                                       | Rhino Records                      | #96 U.S.       |                          |
| 2007         | Black Sabbath: The Dio Years                                  | Rhino Records                      | #54 U.S.       |                          |
| 2008         | The Rules of Hell                                             | Rhino Records                      |                |                          |
| 2009         | Greatest Hits                                                 | Rhino Records                      |                |                          |
| 2012         | Iron Man: The Best of Black Sabbath                           | Universal                          |                |                          |

## Neoficiální/ostatní diskografie
Tyto alba jsou neoficiální - nebyla vydána se spolupráci managementu členů.
- 1980 - Live at Last (1973 - Iommi, Osbourne, Butler, Ward); #5 UK. Časem remasterováno a oficiálně vydáno jako jeden z dvou disků Past Lives.
- 1977 - Greatest Hits. Nejde o vydání Greatest Hits 1970–1978, toto je kompilace o deseti stopách z prvních pěti alb se sekcí Pieter Brueghel the Elder's „El triunfo de la muerte“ jako obalem.
- 1973, 1976, 2000 - The Best of Black Sabbath (několik různých alb s tímto názvem)
- 1974 - Bagdad (Živák z California Jamu, Německo)
- 1976 - The Original (kompilace, Německo)
- 1978 - Rock Heavies (kompilace, Německo)
- 1978 - Rock Legends (kompilace)
- 1983 - The Best (kompilace, Australia)
- 1983 - The Very Best of Black Sabbath (kompilace, South Africa)
- 1984, 1987 - The Kings of Hell (kompilace, Brazil)
- 1985 - The Collection (kompilace, UK)
- 1991 - Backtrackin (kompilace, Austrálie)
- 1991 - Children of the Grave (v podstatě album Vol. 4 s živákem skladby „Children of the Grave“)
- 1994 - The Ozzy Osbourne Years (sada 3 CD z Japonska, se všemi skladbami z prvních šest alb bez instrumentálek se skladbou "Evil Woman" místo "Wicked World")
- 1996 - Under Wheels of Confusion (4 CD z let 1970–1987, od Warner Bros.)
- 2006 - Paranoid (DVD)

## Singly
| Rok  | Skladba                      | Umístění         | Umístění           | Umístění       | Umístění         | Album                        |
| Rok  | Skladba                      | US Singles Chart | US Mainstream Rock | US Modern Rock | UK Singles Chart | Album                        |
| 1969 | "Evil Woman"                 | -                | -                  | -              | -                | Black Sabbath                |
| 1970 | "Black Sabbath"              | -                | -                  | -              | -                | Black Sabbath                |
| 1970 | "N.I.B."                     | -                | -                  | -              | -                | Black Sabbath                |
| 1970 | "The Wizard"                 | -                | -                  | -              | -                | Black Sabbath                |
| 1970 | "Paranoid"                   | #61              | -                  | -              | #4               | Paranoid                     |
| 1971 | "Iron Man"                   | #52              | -                  | -              | -                | Paranoid                     |
| 1971 | "War Pigs"                   | -                | -                  | -              | -                | Paranoid                     |
| 1971 | "Fairies Wear Boots"         | -                | -                  | -              | -                | Paranoid                     |
| 1971 | "Sweet Leaf"                 | -                | -                  | -              | -                | Master of Reality            |
| 1971 | "Children of the Grave"      | -                | -                  | -              | -                | Master of Reality            |
| 1972 | "After Forever"              | -                | -                  | -              | -                | Master of Reality            |
| 1972 | "Snowblind"                  | -                | -                  | -              | -                | Black Sabbath, Vol. 4        |
| 1972 | "Tomorrow's Dream"           | -                | -                  | -              | -                | Black Sabbath, Vol. 4        |
| 1973 | "Supernaut"                  | -                | -                  | -              | -                | Black Sabbath, Vol. 4        |
| 1973 | "Changes"                    | -                | -                  | -              | -                | Black Sabbath, Vol. 4        |
| 1973 | "Sabbath Bloody Sabbath"     | -                | -                  | -              | -                | Sabbath Bloody Sabbath       |
| 1974 | "Sabbra Cadabra"             | -                | -                  | -              | -                | Sabbath Bloody Sabbath       |
| 1975 | "Am I Going Insane? (Radio)" | -                | -                  | -              | -                | Sabotage                     |
| 1975 | "Hole in the Sky"            | -                | -                  | -              | -                | Sabotage                     |
| 1975 | "Symptom of the Universe"    | -                | -                  | -              | -                | Sabotage                     |
| 1976 | "Rock 'n' Roll Doctor"       | -                | -                  | -              | -                | Technical Ecstasy            |
| 1976 | "Dirty Women"                | -                | -                  | -              | -                | Technical Ecstasy            |
| 1978 | "Never Say Die!"             | -                | -                  | -              | #21              | Never Say Die!               |
| 1978 | "A Hard Road"                | -                | -                  | -              | #33              | Never Say Die!               |
| 1980 | "Neon Knights"               | -                | #17                | -              | #22              | Heaven and Hell              |
| 1980 | "Heaven and Hell"            | -                | -                  | -              | -                | Heaven and Hell              |
| 1980 | "Children of the Sea"        | -                | -                  | -              | -                | Heaven and Hell              |
| 1980 | "Die Young"                  | -                | -                  | -              | #41              | Heaven and Hell              |
| 1981 | "The Mob Rules"              | -                | -                  | -              | #46              | Mob Rules                    |
| 1982 | "Turn Up the Night"          | -                | #24                | -              | #37              | Mob Rules                    |
| 1982 | "Voodoo"                     | -                | #46                | -              | -                | Mob Rules                    |
| 1982 | "E5150"                      | -                | -                  | -              | -                | Mob Rules                    |
| 1983 | "Trashed"                    | -                | -                  | -              | -                | Born Again                   |
| 1986 | "No Stranger to Love"        | -                | -                  | -              | -                | Seventh Star                 |
| 1989 | "Headless Cross"             | -                | -                  | -              | #62              | Headless Cross               |
| 1989 | "Devil and Daughter"         | -                | -                  | -              | #81              | Headless Cross               |
| 1990 | "Feels Good to Me"           | -                | -                  | -              | #79              | Tyr                          |
| 1992 | "TV Crimes"                  | -                | -                  | -              | #33              | Dehumanizer                  |
| 1992 | "I"                          | -                | -                  | -              | -                | Dehumanizer                  |
| 1992 | "Computer God"               | -                | -                  | -              | -                | Dehumanizer                  |
| 1998 | "Psycho Man"                 | -                | #3                 | -              | -                | Reunion                      |
| 1999 | "Selling My Soul"            | -                | #17                | -              | -                | Reunion                      |
| 2007 | "The Devil Cried"            | -                | #37                | -              | -                | Black Sabbath: The Dio Years |